# Mörttjärnen (Malå socken, Lappland, 726638-161730)
Mörttjärnen är en sjö i Malå kommun i Lappland och ingår i Skellefteälvens huvudavrinningsområde.